# Sophronica apicalis
Sophronica apicalis är en skalbaggsart som först beskrevs av Maurice Pic 1922.  Sophronica apicalis ingår i släktet Sophronica och familjen långhorningar.
Artens utbredningsområde är Filippinerna. Inga underarter finns listade i Catalogue of Life.